# Paul Hellyer
Paul Hellyer (Toronto, 6 agosto 1923 – 8 agosto 2021) è stato un politico e scrittore canadese.

## Biografia
Ex ministro della difesa e dei trasporti del Canada, ha acquisito una certa notorietà nell'ufologia internazionale in seguito a dichiarazioni riguardanti il complotto UFO e una possibile base segreta sulla Luna (sulla faccia nascosta del nostro satellite) proferite a fine 2005 di fronte ad un pubblico di studenti dell'Università di Toronto durante un simposio sulla «Exopolitics». Dichiarazioni peraltro rilasciate solo a distanza di molti anni dalla sua attività politica. 
Di certo, quale ministro della difesa, tra il 1963 ed il 1967 partecipò alle segretissime riunioni dell'Alleanza Atlantica, ed inoltre, per il ruolo istituzionale svolto, era a conoscenza dei segreti del NORAD, il comando aereo americano-canadese.
Egli dichiarò, pur non svelando le fonti, che:
Egli ha aggiunto che l'incidente di Roswell del 1947 era, al contrario di quanto dicessero i militari, da imputare ad un UFO crash, attraverso cui  -secondo lui- gli Stati Uniti sarebbero venuti a conoscenza dell'esistenza degli UFO.
Ha dichiarato inoltre che solo i presidenti degli Stati Uniti e pochi altri sanno la verità sugli avvenimenti di Roswell - su cui la grande maggioranza degli alti funzionari e dei politici degli Stati Uniti, senza contare i puri e semplici ministri della Difesa, non vennero mai informati di nulla - e sugli esperimenti nell'Area 51.
Per questo, nel 2005, ha detto riguardo alla dichiarazione di George W. Bush riguardo a costruire una base permanente sulla Luna entro il 2020:
E ancora:
Infine:
Simili dichiarazioni sono state rilasciate in passato dall'ex colonnello Philip J. Corso e, più recentemente (e con meno dettagli), da due esponenti del governo giapponese, tra cui il ministro alla Difesa Shigeru Ishiba e dall'astronauta statunitense Edgar Mitchell, rispettivamente nel dicembre 2007 e nel luglio 2008.